# Trachycucumis
Trachycucumis is een geslacht van zeekomkommers uit de familie Cucumariidae.

## Soorten
- Trachycucumis plettenbergi Thandar & Moodley, 2003